# Fozzy Group
Fozzy Group — одна з найбільших торгово-промислових груп України зі штаб-квартирою у Києві, і один з провідних українських ритейлерів з понад 700 торговими точками по всій країні. Окрім роздрібної торгівлі, група компаній має бізнес-інтереси у харчовій промисловості, банківській справі, ІТ, логістиці, медичному та ресторанному бізнесі.
Компанія працює з 1997 року та управляє мережею супермаркетів Сільпо та гастрономічними магазинами преміум-формату Le Silpo, оптовими гіпермаркетами Fozzy Cash & Carry, прибудинковими магазинами Фора, продуктовими крамницями Thrash!, мінімаркетами FOODpod, магазинами свіжого м'яса Снятинська птиця, аптечними закладами Біла Ромашка та Будь здоровий, зоомагазинами E-ZOO, комерційним банком Восток та необанком BVR, спортивними клубами та медичними центрами, інтернет-маркетплейсами та порталами ЗМІ, кур'єрськими службами, продовольчими фабриками та ресторанами Positano, Escobar, Who&Why Drinkery, Boulangerie.

## Власні торгові марки
У продуктових мережах групи реалізується продукція власних торгових марок:

### Міжмережеві торгові марки
- Премія — запущено 2006 року для всіх торговельних мереж Fozzy Group, налічує понад 1 000 найменувань у понад 100 категоріях товарів середнього цінового сегмента[3][4];
- Premiya Select — преміальна марка продукції Fozzy Group, запущена 2009 року для всіх торговельних мереж групи компаній, що нараховує 20 позицій у сегментах натуральної осетрової, лососевої та чорної ікри[5], італійської оливкової олії, китайського в'язаного чаю, грецької фети тощо;
- Premiya Wine Club — вино;
- Повна чаша — представлена з 2008 року в усіх торговельних мережах групи компаній для покриття економічного цінового сегмента[6], нараховує понад 300 найменувань товарів у 60 продовольчих і непродовольчих підкатегоріях;
- Повна Чарка — алкогольна продукція економічного цінового сегмента;
- Zonk — сидр;
- Зелена Країна — свіжі овочі та фрукти;

### Індивідуальні мережеві торгові марки
- EXTRA! — для мережі Fozzy;
- fora ua — низький ціновий сегмент для мережі Фора;
- Зірковий вибір — середній ціновий сегмент для мережі Фора;
- favore — преміальний ціновий сегмент для мережі Фора;
- Atonix — аксесуари для мобільних у мережі Сільпо;

## Імпорт
Fozzy Group імпортує продукти і напої з майже 50 країн світу, співпрацюючи з 170 виробниками: сегмент алкогольних напоїв (вина, коньяки, коктейлі), сири, кондитерські вироби, рибні делікатеси, оливкова олія, молочні десерти, мінеральні води. Навесні 2012 року презентувала лінійку елітних сирів. Серед постачальників елітних сирів власного імпорту Fozzy Group — європейські компанії Wyke Farms Ltd, Veldhuyzen Kaas BV, Fromi Rungis SAS. Восени 2012 року Fozzy Group започатковує Premiya Wine Club. Першою під лейблом PWC з'явилася лінійка французьких вин La petite vigne сортів Мерло, Каберне-Совіньйон, Совіньйон і Шардоне категорії Pays d'Oc IGP (місцеві вина регіону Ланґедок).

## Логістика
Група компаній має власну логістику, до якої входить 4 центри по Україні: в Києві, Запоріжжі, Одесі та Харкові. Потреби групи обслуговують 562 вантажівки. Основний автопарк розміщений в с. Требухів Броварського району Київської області, де також розташовано головний офіс та СТО (2 500 м2).
У лютому 2018 року група компаній оновила свій автопарк, придбавши 40 вантажівок Mercedes-Benz Actros на суму €5,2 млн.
У липні 2018 компанія купила кур'єрську службу Post.ua, засновану Віталієм Яницьким. На її основі Fozzy Group почала розвивати власного оператора доставки B2C Justin.

## Активи

### Роздрібна торгівля
- ТОВ «Сільпо-Фуд» — заснована на початку серпня 2016 року українська компанія зі штаб-квартирою у Києві, яка перейняла управління мережею супермаркетів Сільпо та Le Silpo після ТОВ «Фоззі-Фуд»[16], та пізніше запустила інтернет-магазин silpo.ua[a];
  -     - OFFTOP — запущена у 2020 році мережа непродовольчих бутиків[18], асортимент яких після згортання мережі на початку 2022 року[19] розміщено виключно в приміщеннях деяких великих магазинів Сільпо;
    - FEELtrd — запущена у 2020 році мережа кав'ярень, які здебільшого розташовані поруч із торговими залами мережі Сільпо[20];
- ТОВ «Фора» — заснована в 2002 році українська компанія зі штаб-квартирою у Києві, яка управляє однойменною мережею супермаркетів і делікатес-маркетом favore[21].
- ТОВ «Експансія» — заснована в 2002 році українська компанія з штаб-квартирою у Вишневому, яка управляє мережею з 10 оптових гіпермаркетів Fozzy Cash & Carry в шести областях України[22];
- ТОВ «Траш» — заснована в 2016 році українська компанія зі штаб-квартирою у Києві, яка керує однойменною мережею продуктових магазинів, стилізованих як Thrash![23];
- ТОВ «Фасоль» — заснована в 2016 році українська компанія зі штаб-квартирою у Києві, яка керує мережею продовольчих мінімаркетів FOODpod, початково запущених під вивіскою FOODY[24].

### Логістика
- ТОВ «УВК-Інтернешнл» — заснована в 2020 році українська компанія із штаб-квартирою у Києві, яка перейняла управління заснованою в 2001 році та придбаною Fozzy Group у 2006 році однією з 10 найбільших логістичних компаній в Україні UVK після ТОВ «Українські вантажні кур'єри» 2007 року заснування[2];
- ТОВ «Пост-Інтернейшнл» — заснована в 1999 році українська компанія зі штаб-квартирою в Києві, що управляє приватним поштовим оператором, придбаним Fozzy Group у 2017 році;
- ТОВ «Інпост Експрес» — заснована в 2006 році українська компанія із штаб-квартирою у Києві, що управляє приватним поштовим оператором, придбаним Fozzy Group у 2017 році;

### Індустрія послуг
- ТОВ «Сільпо Вояж» — заснована в 2014 році українська компанія із штаб-квартирою у Києві, яка керує однойменною мережею туристичних агентств[2];
- ТОВ «Фудтех Харака» — заснована в 2021 році українська компанія із штаб-квартирою у Києві, яка керує запущеною в червні 2022 року Сільпо кур'єрською службою ¡LOKO![25];
- ТОВ «Віклін» — заснована в 2021 році українська компанія із штаб-квартирою у Києві, яка керує цифровізованим сервісом хімчистки Mink[26];
- ТОВ «Є-Зоо: Ми любимо тварин» — заснована в 2021 році українська компанія із штаб-квартирою у Києві, яка керує однойменною мережею зоомагазинів, стилізованих як e•zoo, що розташовуються поруч із торговими залами Сільпо[19];
- ТОВ «Маудау» — заснована в 2020 році українська компанія із штаб-квартирою у Києві, яка керує однойменним маркетплейсом[27];
- ТОВ «Пампік» — заснована 2024 року українська компанія зі штаб-квартирою у Києві, яка керує однойменним маркетплейсом товарів для дітей[28];

### Інформаційні технології
- ТОВ «Темабіт» — заснована в 2018 році українська технологічна компанія із штаб-квартирою у Києві, яка розробляє програмне забезпечення для Fozzy Group[29];
- ТОВ «Фоззі Медіа Груп» — заснована в 2016 році українська компанія із штаб-квартирою у Києві, яка керує порталами БЖ та shuba;
- ТОВ «Ньюмедіа» — заснована в 2021 році українська компанія із штаб-квартирою у Києві, яка керує порталом GoToShop.ua;

### Здоров'я
- ТОВ «Аполло-18» — заснована в 2021 році українська компанія із штаб-квартирою у Києві, яка керує мережею фітнес клубів APOLLO NEXT[30];
- ТОВ «Фоззі-Фарм» — заснована в 2001 році українська компанія із штаб-квартирою у Києві, що спеціалізується на роздрібній торгівлі фармацевтичною продукцією та товарами медичного призначення у власній мережі аптечних крамниць Біла Ромашка та Будь Здоровий[2];
- ТОВ «Фоззі Груп Хелс» — заснована в 2021 році українська компанія зі штаб-квартирою у Києві, що спеціалізується на медичному обслуговуванні та займається розвитком мережі фірмових клінік і медичних центрів Doctor Sam[31];

### Фінанси
- ПАТ «Банк Восток» — український приватний комерційний банк зі штаб-квартирою у Києві, придбаний Fozzy Group у Platinum Bank в 2012 році, який є правонаступником ПАТ «Хоум Кредит Банк», який у свою чергу був організований на базі ЗАТ «Агробанк», заснованого у 2002 році. Банк контролюється ТОВ «Восток Капітал», яка є спільним підприємством між АТ «Вермонт» і АТ «Фоззі Груп», дочірнього підприємства ТОВ «Фоззі Груп»[32][33].
- Банк Власний Рахунок — український необанк, заснований у 2021 році, як новий[b] продукт співпраці Сільпо та ПАТ «Банк Восток»[35].

### Промисловість
- ТОВ «Ніжинський консервний завод» — заснована в 2007 році українська компанія зі штаб-квартирою у Києві, яка виробляє та експортує 40 % продукції під торговими марками Ніжин та Грінвіль на однойменному заводі у Ніжині 1927 року заснування, який входить до п'ятірки найбільших виробників консервованих овочів в Україні[36] та був придбаний Fozzy Group у 2000 році[2];
- ТОВ Виробничо-комерційна фірма «Варто» — заснована у 2008 році українська компанія зі штаб-квартирою у Вишневому, яка реалізує продукцію заснованою у листопаді 1985 року однойменною птахофабрикою у Снятині, придбаною Fozzy Group у 2006 році[2].
- ТОВ «Снятинська птахофабрика» — заснована в 2011 році українська компанія зі штаб-квартирою у Вишневому, що займається розведенням птиці[2];
- ТОВ «Богуславський завод продтоварів» — зареєстрована в 1995 році українська компанія із штаб-квартирою у Богуславі, яка керує однойменною кондитерською фабрикою 1982 року заснування і виробляє близько 30 найменувань, зефіру з власного яблучного пюре, здобного та вівсяного печива, придбана Fozzy Group на початку 2017 року[37];
- ТОВ «Вогні Гестії» — заснована в 2006 році українська компанія зі штаб-квартирою у Вишневому, яка управляє рибопереробним заводом і виробляє продукцію під власними торговими марками Skadi, Вогні моря та Премія, придбана Fozzy Group на початку 2017 року[37];

## Логотип

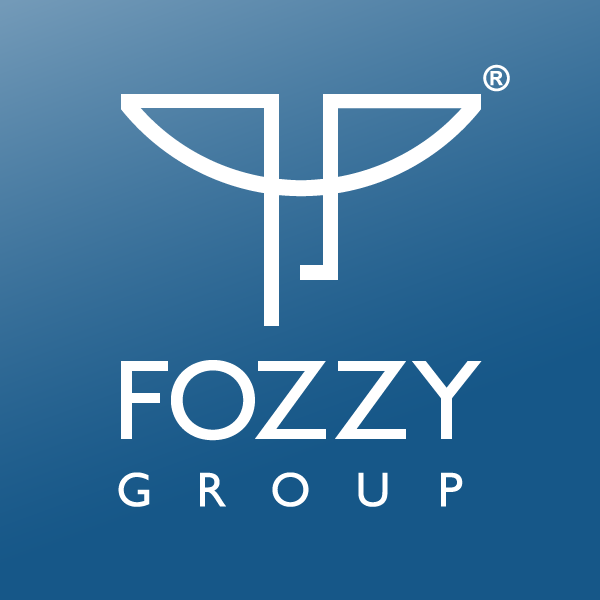
Перший логотип магазину «Fozzy Group» з 1997 до 2016 року.
Другий логотип магазину «Fozzy Group» з 2016 до 2024 року.
Третій логотип магазину «Fozzy Group» з 2024 року до теперішнього часу.

## Фінансові показники
Торговельний обіг мереж групи (супермаркетів «Сільпо», крамниць біля дому «Фора», гуртових гіпермаркетів Fozzy) склав:
- У 2005 — 750 млн доларів США
- У 2006 — понад 1 млрд $
- У 2007 — приблизно 1,5 млрд $
- У 2008 — 10,2 млрд ₴ (1,93 млрд $)
- У 2011 — 21 млрд ₴[38]
- У 2014 — 36,1 млрд ₴ (ріст на 18 %)[39]
- У 2018 — 66,11 млрд ₴ (ріст на 26 %)[40]
- У 2019 — 78,163 млрд ₴ (ріст на 18,2 %)[41]

У 2021 році компанія «Фоззі Груп» отримала чистий прибуток у розмірі 124,3 млн грн, що в 11 разів перевищує результат за 2020 рік[джерело?].
Чистий збиток за підсумками 2022 року сягнув 239,4 млн грн.

## Спроби експансії
У листопаді 2002 року Володимир Костельман заявив про вихід на російський роздрібний ринок. Fozzy була готова інвестувати понад $50 млн з розрахунку на те, що лояльність росіян до українських продуктів допоможе створити компанії загальнонаціональну мережу магазинів під маркою Сiльпо. За словами керівника роздрібного напряму ЗАТ «Фоззі-Євразія» Веніаміна Затейкіна, магазини Сiльпо позиціонувались би як супермаркети економічного класу. Два перші об'єкти у Москві, на Волгоградському та Рязанському проспектах розраховували відкрити до кінця року, а в наступному 2003 році холдинг був готовий інвестувати в будівництво ще як мінімум 10-12 Сiльпо. У квітні 2003 року керівництво Fozzy Group ухвалило рішення про закриття єдиного супермаркету Сільпо у Москві та призупинення проєкту зі створення власної мережі у Росії.
У 2022 році, згідно інформації українського локалізованого видання Forbes Україна, Сільпо шукали можливості для виходу на польський ринок. Перший магазин мав би з'явитися у Варшаві.

## Нотатки
1. ↑  У жовтні 2023 року «Сільпо-Фуд» придбала та згодом приєднала до інтернет-магазину silpo.ua українську служба доставки свіжих овочів і фруктів із дарк-сторів OVO.market, засновану в 2020 році як стартап з юридичною назвою ТОВ «Київ Овочі», що розпочав діяльність у форматі складського аутсорсингу, мав 10 кур'єрів та близько 50 співробітників станом на червень 2021 року і близько 10 000 користувачів у Києві та області станом на початок 2022 року[17].
2. ↑  У 2017 році спільно з Mastercard було запущено програму передплачених платіжних під егідою програми лояльності «Власний Рахунок», що розповсюджувалися на касах супермаркетів Сільпо[34], що обслуговувалися до 31 грудня 2020 року у зв'язку зі зміною законодавства.